# Есе радикального емпіризму
Есеї з радикального емпіризму (анг. Essays in Radical Empiricism, ERE) — це наукова збірка Вільяма Джеймса, відредагована й опублікована посмертно колегою і біографом Ральфом Бартоном Перрі в 1912 році. Твір складається з дванадцяти передрукованих журнальних статей, опублікованих у 1904-1905 роках, які Джеймс передав у серпні 1906 року до бібліотеки Гарвардського університету для подальшого вжитку робіт студентами. Перрі замінив два есе з оригінального списку двома іншими, одне з яких не існувало раніше.
Оскільки ERE є збіркою есеїв, написаних протягом певного періоду часу, і в кінцевому підсумку не відібраних і не упорядкованих їх автором, твір не може претендувати систематичний виклад думок у змісті, хоча Перрі й стверджує протилежне у своїй передмові. Ця обставина, на додаток до розвитку власної філософської позиції Джеймса, сприяла широкому розкиду в розумінні, нерозумінні та критичній оцінці радикального емпіризму. 

## Історія

### Неопублікована збірка 1906 р.
Це оригінальна збірка статей, передана Джеймсом на збереження (оправлена Гарвардом близько 1912 року), із зазначенням дат публікації журналу:
1. "Does Consciousness Exist?" (September 1904)
2. "La Notion de Conscience" (French language, June, 1905)
3. "A World of Pure Experience" (Sept–October, 1904)
4. "The Pragmatic Method" (December, 1904)
5. "The Thing and Its Relations" (January, 1905)
6. "The Essence of Humanism" (March, 1905)
7. "How Two Minds Can Know One Thing" (March, 1905)
8. "Is Radical Empiricism Solipsistic?" (April, 1905)
9. "The Place of Affectional Facts in a World of Pure Experience" (May, 1905)
10. "The Experience of Activity" (January, 1905)
11. "Humanism and Truth" (October, 1904)
12. "Humanism and Truth Once More" (April, 1905)

### Список Джеймса 1907 р.
В середині 1907 року Джеймс склав список з 15 есе для майбутньої книги під назвою "Есе з радикального емпіризму". Два есеї зі збірки 1906 року в зазначеному списку відсутні. "Прагматичний метод" (анг. The Pragmatic Method) був адаптований як третій розділ для книги Джеймса "Прагматизм" (анг. Pragmatism). "Гуманізм і істина ще раз" була об'єднана з "Гуманізмом і істиною" (анг. Humanism and Truth) в книзі 1909 року "Значення істини" (анг. The Meaning of Truth).
Плани Джеймса написати книгу про радикальний емпіризм на основі даного списку так і не були реалізовані. Прагматизм був опублікований в червні 1907 року і отримав схвальний прийом. Навесні 1909 року Джеймс почав збирати матеріал для наступної книги під назвою "Значення істини". Його список 1907 року став жертвою потреб негайного написання книги. Дві викреслені лінії були зроблені Джеймсом у його справжньому списку. Примітки праворуч від заголовків були додані, щоб пояснити, як есе були пізніше використані.
1. "The Function of Cognition" (1885) → MT
2. "The Knowing of Things Together" (1895) → extracted "The Tigers in India" → MT
3. "Does Consciousness Exist?"
4. "A World of Pure Experience" → extracted "The Relation Between Knower and Known" → MT
5. "La Notion de Conscience"
6. "The Essence of Humanism" → MT
7. "How Two Minds Can Know One Thing"
8. "Is Radical Empiricism Solipsistic?
9. "The Place of Affectional Facts in a World of Pure Experience"
10. "Humanism and Truth" → plus excerpt of "Humanism and Truth Once More" → MT
11. "The Thing and Its Relations" published 1909 as Appendix A, A Pluralistic Universe (PLU)
12. "Controversy About Truth" (1907)
13. "One Word More About Truth" (1907) → MT
14. "Pratt On Truth" (1907) → MT
15. "The Experience of Activity" published 1909 as Appendix B, PLU

### Книга Перрі 1912 р.
Після смерті Джеймса Ральф Перрі вважав за доцільне укласти збірник творів присвячений радикальному емпіризму, тому переглянувши попередні списки, був укладений новий: 
1. "Does Consciousness Exist?"
2. "A World of Pure Experience"
3. "The Thing and Its Relations"
4. "How Two Minds Can Know One Thing"
5. "The Place of Affectional Facts in a World of Pure Experience"
6. "The Experience of Activity"
7. "The Essence of Humanism"
8. "La Notion de Conscience"
9. "Is Radical Empiricism Solipsistic?
10. "Mr. Pitkin's Refutation of Radical Empiricism" (1906, Perry addition)
  1. "A Reply to Mr. Pitkin" (1907)
11. "Humanism and Truth Once More"
12. "Absolutism and Empiricism" (1884, Perry addition)

## Видання
- Essays in Radical Empiricism (1912). Dover Publications 2003, ISBN 0-486-43094-4
- The Works of William James: Essays in Radical Empiricism. Frederick Burkhardt and Fredson Bowers, editors. Harvard University Press 1976: ISBN 0-674-26717-6[4]
- William James: Writings 1902-1910, (1987). Library of America, 1379 p., ISBN 0-940450-38-0[5]